# 就是小珍
是美國超級英雄類型的網路影集《律師女浩克》的第六集，改編自漫威漫畫的角色女浩克。本集由卡拉·布朗（Kara Brown）編劇、阿努·瓦利亞執導，为漫威電影宇宙的系列作品之一，與漫威電影宇宙系列電影處於同一架空世界和共同世界。
塔提阿娜·瑪斯蘭尼出演「女浩克」珍妮佛·華特斯，其他演員包括賈米拉·賈米爾、金潔·岡薩加、帕蒂·哈里森和芮妮·愛麗絲·古思貝瑞。瓦利亞於2020年9月加入並執導其中數集。
〈就是小珍〉於2022年9月22日在Disney+首播。

## 劇情
珍妮佛·華特斯受邀在老朋友露露（Lulu）的婚禮上擔任伴娘。然而，她在抵達時卻失望地發現露露希望她不要變身為女浩克。事情其後變得更加複雜，因為一直渴求向女浩克報復的泰坦妮亞早前與一位伴郎展開了約會，從而成功參與婚禮。二人最終展開了一場惡鬥，泰坦妮亞在不敵之下落荒而逃。與此同時，華特斯的同事梅樂莉·布克和妮琪·拉莫斯（Nikki Ramos）正在為此前曾多次以假死擺脫婚姻的超人類「不朽先生」克雷格·霍利斯處理離婚案，但其後他的八位前伴侶在通過網站「高智慧」上的影片得知真相後控告他，拉莫斯最後通過幫助他們達成賠償協議來解決此案。然而，二人在案件完結後卻於該網站上發現了一個討論板，其中竟然包含許多針對女浩克的死亡威脅。與此同時，版主所成立的秘密組識在聘請四名罪犯企圖奪取她的血樣但失敗後，已研發出更高強度的武器準備下一步行動，華特斯卻仍渾然不知自己已被這些危險人物監視。

## 製作

### 開發
2019年8月，漫威影業宣布將開發以「女浩克」珍妮佛·華特斯為主角的串流媒體平台Disney+電視劇。2020年9月，阿努·瓦利亞被聘執導其中三集。除了另一位導演凱特·寇伊若與首席編劇高揚外，執行製片人還包括漫威影業總裁凱文·費吉與執行官布拉德·溫德鮑姆，以及路易斯·德·埃斯波西托和維多利亞·阿朗素。名為「就是小珍」（Just Jen）的第六集由卡拉·布朗（Kara Brown）編劇，並於2022年9月22日在Disney+首播。

### 劇本
瓦利亞喜歡改變女浩克與泰坦妮亞大戰的期望，從“一場大戰”轉變為讓泰坦妮亞因摔倒後被羞辱而無法繼續。瓦利亞又補充道：“整件事就是這樣。不是泰坦妮亞毒打女浩克一頓，而更像是她覺得自己太弱小了，她的外表實質意義上真的已經被打破了。正因為如此，她不能繼續下去……你真的看到了她的脆弱，甚至會為她感到有點難過。”
本集中首次出現於漫威電影宇宙的“高智慧”是一個有著4chan風格的網站，其中包含一個充滿針對華特斯的仇恨帖子的留言版，版主所成立的秘密組織一直試圖找到殺死她的方法和獲取她的血液樣本。該網站的漫畫原型“高智商者”由首腦和魔多客領導，他們的行動導致了許多浩克的誕生，如紅浩克、紅女浩克、原子彈和阿瑪迪斯·趙
。

### 選角
本集的主要角色包括塔提阿娜·瑪斯蘭尼飾演的「女浩克」珍妮佛·華特斯、賈米拉·賈米爾飾演的「泰坦妮亞」瑪麗·麥克菲藍、金潔·岡薩加飾演的妮琪·拉莫斯（Nikki Ramos）、帕蒂·哈里森飾演的露露（Lulu）和芮妮·愛麗絲·古思貝瑞飾演的梅樂莉·布克。其他角色包括大衛·帕斯奎西飾演的「不朽先生」克雷格·霍利斯、崔弗·索爾特（Trevor Salter）飾演的賈許·米勒（Josh Miller）、尼古拉斯·奇里洛（Nicholas Cirillo）飾演的契德表弟（Cousin Ched）和麥肯齊·庫茨飾演的海瑟（Heather）:26:35。

### 拍攝
主體拍攝在喬治亞州亞特蘭大的三石製片廠開機。阿努·瓦利亞擔當導演，道格·張伯倫（Doug Chamberlin）擔當攝影指導:1。

### 特效
後期特效製作公司包括數字王國、维塔数码、韋利公司（Wylie Co）、SDFX工作室、 以及 :27:38–28:00。

### 音樂
的歌曲、赫爾穆特·萊因哈特（Helmut Reinhardt）的歌曲、肯·埃爾金森（Ken Elkinson）的歌曲、约瑟夫·海顿的樂曲〈雲雀四重奏〉第二樂章、阿比蓋爾·特倫德勒（Abigail Trundle）的歌曲、安妮·藍妮克絲的歌曲、的歌曲、丹尼爾·K·索洛維茲（Daniel K. Solovitz）與克里斯·B·哈里斯（Chris B. Harris）和布倫特·I·衛斯里（Brent I. Wesley）的歌曲、瑪西婭·葛莉菲斯的歌曲，以及的歌曲出現於本集之中:28:15–28:18。

## 市場營銷
本集中隱藏的QR碼彩蛋可以連結至漫威漫畫官網相關頁面，免費在線閱讀不朽先生首次登場的《西岸復仇者》#46。本集上線之後，漫威開始在「漫威必備」（Marvel Must Haves）一站式網絡商店中出售與《律師女浩克》相關的周邊產品，包括保溫杯、手鐲、背心、T恤、枕頭和連帽衫。

## 發行
〈就是小珍〉於2022年9月22日在Disney+首播。

## 迴響

### 觀眾收視
據《鞭子媒體》的《TV Time》調查，《律師女浩克》是2022年9月25日當周美國觀眾最喜愛的串流媒體劇集。

### 評價
根据評論匯總网站爛番茄汇总的20篇评论文章，70%的评论家给予本集正面评价，平均打分为7分（满分10分）。

## 備註
1. ↑  參見第3集。

## 資料來源
1. ↑  Couch, Aaron. . The Hollywood Reporter. 2019-08-23  [2019-08-23]. （原始内容存档于2019-08-23）.
2. 1 2  Parker, Ryan. . The Hollywood Reporter. 2022-05-17  [2022-05-17]. （原始内容存档于2022-05-18）.
3. ↑  Boone, John. . Entertainment Tonight（英语：Entertainment Tonight）. 2020-12-10  [2020-12-12]. （原始内容存档于2020-12-11）.
4. 1 2  Villei, Matt. . Collider. 2022-05-17  [2022-05-18]. （原始内容存档于2022-05-18）.
5. 1 2  Amin, Arezou. . Collider. 2022-09-22  [2022-09-22]. （原始内容存档于2022-09-22）.
6. ↑  . WGAW（英语：Writers Guild of America West）.   [2022-08-06]. （原始内容存档于2022-08-06）.
7. 1 2  . The Futon Critic.   [2023-02-08]. （原始内容存档于2023-02-08）.
8. ↑  Paige, Rachel. . Marvel.com. 2022-09-22  [2022-09-22]. （原始内容存档于2022-09-22）.
9. 1 2  Lussier, Germain. . Gizmodo. 2022-09-22  [2022-09-28]. （原始内容存档于2022-09-27）.
10. ↑  Anderson, Jenna. . ComicBook.com. 2022-09-22  [2022-09-28]. （原始内容存档于2022-09-27）.
11. ↑  Kleinman, Jake. . Inverse（英语：Inverse (website)）. 2022-09-22  [2022-09-28]. （原始内容存档于2022-09-27）.
12. ↑  Opie, David. . Digital Spy. 2022-09-22  [2022-09-22]. （原始内容存档于2022-09-22）.
13. 1 2 3  Brown, Kara. . . 第1季. 第6集. 2022-09-22  [2022-09-26]. Disney+. （原始内容存档于2022-09-28）. End credits begin at 24:15.
14. ↑  Paz, Maggie Dela. . ComingSoon.net. 2021-04-13  [2021-04-13]. （原始内容存档于2021-04-13）.
15. ↑   (PDF). Disney Media and Entertainment Distribution. 2022-08-15  [2022-09-13]. （原始内容存档 (PDF)于2022-09-13）.
16. ↑  Frei, Vincent. . Art of VFX. 2022-08-12  [2022-08-18]. （原始内容存档于2022-08-04）.
17. ↑  Anderson, Jenna. . ComicBook.com. 2022-09-22  [2022-09-25]. （原始内容存档于2022-09-25）.
18. ↑  Paige, Rachel. . Marvel.com. 2022-09-23  [2022-09-24]. （原始内容存档于2022-09-25）.
19. ↑  Prange, Stephanie. . Media Play News（英语：Media Play News）. 2022-09-27  [2022-10-04]. （原始内容存档于2022-10-03）.
20. ↑  . Rotten Tomatoes. Fandango Media.

## 外部連結
- 互联网电影数据库上就是小珍的资料（英文）
- 漫威官網提供的本集回顧 （页面存档备份，存于）